# رقة البطين
رقة البطين هو حي يقع في إمارة دبي في الإمارات العربية المتحدة ويبلغ عدد سكانها 1,394 نسمة. تقع رقة البطين في شرق دبي على طول خور دبي في ديرة، وهي مجتمع صغير يضم العديد من المعالم البارزة. تحتوي على منطقة سكنية صغيرة، ولكنها معروفة في المقام الأول بمبانيها الحكومية والبلدية الهامة. يحدها من الشمال منطقة الرقة ومن الجنوب خور دبي. يقع ميناء سعيد شرق مدينة رقة البطين.
تتبع الطرق المحلية في رقة البطين نمطًا شبكيًا في بعض المناطق، حيث تمتد الشوارع ذات الأرقام الفردية من الشمال الشرقي إلى الجنوب الغربي، والشوارع ذات الأرقام الزوجية الممتدة من الشمال الغربي إلى الجنوب الشرقي، بشكل متعامد مع الشوارع ذات الأرقام الفردية. تبدأ أرقام الشوارع المحلية بشارع 1 أ (بالقرب من برج اتصالات 1). تشمل المعالم الهامة في رقة البطين برج اتصالات 1، وبنك دبي الوطني، وغرفة تجارة وصناعة دبي، وأبراج إعمار، ودناتا. يقع جسر آل مكتوم، الذي يوفر الوصول من ديرة إلى بر دبي، بالقرب من رقة البطين.